# 堀親義
堀 親義（ほり ちかよし）は、江戸時代後期の大名。信濃飯田藩の第11代藩主。信濃飯田藩堀家12代。

## 生涯
文化11年（1814年）1月28日、第10代藩主堀親寚の次男として生まれる。幼い頃から病弱な上、凡庸だったために父から嫌われ、廃嫡されかけたこともあったという。しかし紆余曲折の末に弘化3年（1846年）、父の隠居により家督を相続した。
父と同じように幕閣入りし、嘉永6年（1853年）に奏者番に就任、文久3年（1863年）に寺社奉行に就任、元治元年（1864年）に講武所奉行に就任した。しかし元治元年（1864年）11月、水戸藩の武田耕雲斎率いる天狗党が領内に侵入、留守を預かる家臣は城を固めるのみで攻撃を加えず、美濃国に通じる清内路関所をそのまま通過させ、幕府追討総督の田沼意尊の逆鱗に触れた。そのため同年12月に幕府は親義に対し、講武所奉行の解任と2000石を減封を命じ、清内路関守衛の任務は高遠藩に移された。また、親義は藩主として家臣たちの処罰を行ったものの、不満も強く、藩内に大きなしこりを残すことになった。家臣から藩主の押込の意見も出るようになる。
慶応2年（1866年）5月、大坂警備のために上坂、同年10月に京都見廻役を命じられる。慶応4年（1868年）1月、元家臣の讒言により、徳川慶喜に通じているとして家老石沢らを明治政府に捕えさせた。家臣団は抗議、反発し、親義を隠居させることになる。同年2月、病気を理由に隠居届を提出、同年3月に隠居を許可された。隠居した親義は領地に戻り、謹慎することになる。明治10年（1877年）9月6日、養子親広の隠居により、再び家督を相続する。明治11年（1878年）10月5日、再び隠居し、養子親篤（細川興貫の次男）に家督を譲った。明治13年（1880年）9月20日に死去した。享年67。

## 人物・逸話
- 「ケチ大名」と言われた。どの大名でもよほどの理由がない限り、古くなった自らの衣服を家臣などに下げ与えるのが当たり前であったが、親義は家臣に下げ与えることを決してせず、飯田の土蔵には古着屋と思われるほどの親義の古着があったという。
- 嘉永元年（1848年）に父・親寚が死去する寸前、親寚は愛妾の春との間に生まれた子に対して鎧と太刀を遺品として与えた。しかし父が死去すると、親義はその遺品を強引に奪い取る暴挙を行ない、春は親義を恨みながら自殺したという。

## 系譜
父母
- 堀親寚（父）

正室
- 水野幸子 - 水野忠光の娘

養子、養女
- 堀親広 - 堀親郷の子
- 堀親篤 - 細川興貫の次男
- 堀原子 - 堀親寚の七女

| 当主        | 当主                       | 当主        |
| ----------- | -------------------------- | ----------- |
| 先代 堀親広 | 飯田藩堀家 1877年 - 1878年 | 次代 堀親篤 |
| 先代 堀親寚 | 飯田藩堀家 1846年 - 1868年 | 次代 堀親広 |